# Plinthocoelium cobaltinum
Plinthocoelium cobaltinum es una especie de escarabajo longicornio del género Plinthocoelium, tribu Callichromatini, orden Coleoptera. Fue descrita científicamente por LeConte en 1873.

## Descripción
Mide 25-36 milímetros de longitud.

## Distribución
Se distribuye por México.